# 馬克·基格
馬克·基格（英語：Mark Geiger，1974年8月25日—），美國足球裁判，他也是一名高中數學老師。

## 生涯
馬克·基格於1988年成為球證，於2002年起為美國和加拿大的A聯賽執法。2008年，他成為國際足協的國際球證，得以為國際比賽執法。此後，他被委任為美洲金盃的球證。2011年，他替U20世界盃的兩場分組賽、一場16強賽和決賽執法，成為首位在主要男子足球賽決賽裁決的美國人。同年，他還當選為美國職業足球大聯盟的年度最佳球證。
2012年，馬克·基格為倫敦奧運的一場分組賽和8強賽執法。翌年，又替世界冠軍球會盃的第5名名次賽裁決。2014年1月，他被國際足協選為2014年世界盃的球證之一。2018年世界杯再度被選為世界杯主裁判。

## 資料來源
1. ↑  News release 的存檔，存档日期2014-07-13.
2. ↑  Professional Soccer Referees Association 的存檔，存档日期2015-07-23..
3. ↑  .   [2014-06-08]. （原始内容存档于2015-08-08）. （页面存档备份，存于）
4. ↑  Match Review （页面存档备份，存于）.